# Fotbal galic
Fotbalul galic este un sport de echipă foarte popular în Irlanda. Se aseamănă cu fotbalul și rugbiul.